# Карпентер, Эд
Эверетт Эдвард Ка́рпентер (англ. Everette Edward Carpenter, Jr; род. 3 марта 1981, Парис, США) — американский автогонщик. Двукратный бронзовый призёр чемпионата IRL IndyLights (2002 и 2003 год).

## Общая информация
Эд Карпентер — пасынок бывшего главы IRL IndyCar Тони Джорджа.

## Спортивная карьера

### Начало
Уроженец Индианы начал свою автоспортивную карьеру в гонках миджетов. Переход в «формульный» автоспорт случился в 2002-м году — был подписан контракт с командой Sinden Racing Services возрождённой серии Indy Lights. Дебютный сезон оказался вполне успешным — в семи гонках сезона он ни разу не опустился ниже 7-й позиции и завершил год на третьей строчке общего зачёта серии.
На следующий год Эд перешёл в команду легендарного Энтони Джозефа Фойта и вновь боролся во главе пелотона серии. Расширение календаря чуть снизило результативность Эда — в 2003-м году он трижды не попадает в Top10 на финише, однако общая стабильность по ходу сезона и победа в престижной Freedom 100 позволили ему вновь стать бронзовым призёром чемпионата.

### IndyCar
Параллельно со своим последним сезоном в Lights Карпентеру удаётся начать выступать и в IRL IndyCar: на этапе в Джолите он проводит свою первую гонку, сев за руль болида команды PDM Racing. Относительно удачный дебют позволил подписать полноценный контракт на полный сезон-2004 с командой Cheever Racing. Особых успехов в том сезоне снискать не удалось, однако несколько финишей вблизи Top10 (лучший результат — 8-е место в Спарте) позволяют закончить год на 16-й позиции.
В сезон-2005 Эд вступает с очередной новой командой — на этот раз перейдя в свежесозданную организацию своего отчима — Тони Джорджа. Год прошёл менее удачно с точки зрения общего зачёта, однако на Indy 500 индианаполисец проводит заметно лучшую гонку, финишируя 11-м.
Сезон-2006 получился у Карпентера очень стабильным — несмотря на пропуск двух первых гонок из-за травмы, Эд становится 14-м в общем зачете и лишь трижды значится в финишных протоколах ниже 12-й позиции. Лучшая гонка пришлась на финал сезон — американец финиширует 5-м на овале в Джолите.
Сезон-2007 подтверждает Эда в роли крепкого середняка серии, который, при определённом раскладе, может бороться за победу на трассах овального типа. Карпентер шесть раз за сезон попадает в Top10 и заканчивает год на 15-й строчке общего зачёта.
В сезоне-2008 уроженцу Индианаполиса удаётся провести свою лучшую гонку в Indy 500. Квалифицировавшись 10-м, он лидирует три круга и заканчивает заезд на 5-й позиции, вплотную за Элио Кастроневесем.
В сезоне-2009 Эду удаётся впервые вплотную приблизится к победе на этапе серии — на овале в Спарте Карпентер лидирует 35 кругов и на финише уступает победителю мизерные 0,0162 секунды.
Перед началом сезона-2010 Тони Джордж не нашёл финансирование для команды, и Vision Racing ушла в бессрочный отпуск. Однако Эду удалось провести сезон на очень ограниченном расписании — нашлось финансирование на 4 овальные гонки в США. На этапе в Спарте Эд опять был очень быстр: в квалификации он взял свой первый поул, а в гонке вновь шёл в лидирующей группе. Однако на этот раз его второе место отделило от победы целая вечность в 13 секунд.
В сезон-2011 Эд, после годичного перерыва, вступит как полноценный пилот серии. Его услуги оказались востребованы командой Sarah Fisher Racing.

## Статистика результатов в моторных видах спорта

### IRL IndyLights
| 2002 | Sinden | KAN 5  | NSS 5  | MIS 3 | KEN 2 | GIR 3 | CLS 7  | TMS 5 |       |       |       |       |       | 226 | 3-й |
| 2003 | Foyt   | HMS 15 | PIR 13 | IMS 1 | PPI 4 | KAN 2 | NSS 13 | MIS 7 | GIR 4 | KEN 5 | CLS 2 | FCS 2 | TMS 4 | 377 | 3-й |

Жирным выделен этап, где выиграна поул-позиция.
Курсивом выделена гонка, где показан быстрейший круг.

#### IRL IndyCar
| 2003 | PDM     | -      | -      | -      | -      | -      | -      | -      | -      | -      | -      | -      | -      | -      | CHI 13 | FON 13 | TX2 21 |        |        | 43  | 27-Й |
| 2004 | Cheever | HMS 12 | PHX 19 | MOT 22 | IND 31 | TXS 21 | RIR 16 | KAN 14 | NSH 22 | MIL 11 | MIS 14 | KTY 8  | PPI 11 | NZR 20 | CHI 11 | FON 12 | TX2 21 |        |        | 245 | 16-й |
| 2005 | Vision  | HMS 18 | PHX 16 | STP 19 | MOT 16 | IND 11 | TXS 20 | RIR 12 | KAN 17 | NSH 10 | MIL 12 | MIS 23 | KTY 22 | PPI 19 | SNM 15 | CHI 17 | WGL 14 | FON 20 |        | 244 | 18-й |
| 2006 | Vision  | -      | -      | MOT 20 | IND 11 | WGL 6  | TXS 9  | RIR 8  | KAN 16 | NSH 10 | MIL 16 | MIS 7  | KTY 11 | SNM 12 | CHI 5  |        |        |        |        | 252 | 14-й |
| 2007 | Vision  | HMS 6  | STP 18 | MOT 15 | KAN 17 | IND 17 | MIL 7  | TXS 18 | IOW 6  | RIR 10 | WGL 12 | NSH 13 | MDO 16 | MIS 14 | KTY 7  | SNM 13 | DET 10 | CHI 16 |        | 309 | 15-й |
| 2008 | Vision  | HMS 5  | STP 18 | MOT 6  | -      | KAN 10 | IND 5  | MIL 20 | TXS 9  | IOW 23 | RIR 11 | WGL 17 | NSH 8  | MDO 15 | EDM 13 | KTY 6  | SNM 23 | DET 14 | CHI 28 | 320 | 15-й |
| 2009 | Vision  | STP 18 | LBH 18 | KAN 9  | IND 8  | MIL 16 | TXS 9  | IOW 10 | RIR 13 | WGL 16 | TOR 15 | EDM 16 | KTY 2  | MDO 17 | SNM 11 | CHI 6  | MOT 13 | HMS 12 |        | 321 | 12-й |
| 2010 | Panther | -      | -      | -      | -      | -      | IND 17 | -      | -      | -      | -      | -      | -      | -      | CHI 20 | KTY 2  | -      | HMS 13 |        | 90  | 28-й |

Жирным выделен этап, где выиграна поул-позиция.
Курсивом выделена гонка, где показан быстрейший круг.
| Сезоны | Команды | Старты | ПП | Победы | Подиумы | Top10 | Победы в Indy 500 | Титулы |
| ------ | ------- | ------ | -- | ------ | ------- | ----- | ----------------- | ------ |
| 8      | 4       | 103    | 1  | 0      | 2       | 27    | 0                 | 0      |

#### Результаты в Indy 500
| Год  | Шасси   | Двигатель | Старт | Финиш | Команда |
| ---- | ------- | --------- | ----- | ----- | ------- |
| 2004 | Dallara | Chevrolet | 16    | 31    | Cheever |
| 2005 | Dallara | Toyota    | 26    | 11    | Vision  |
| 2006 | Dallara | Honda     | 12    | 11    | Vision  |
| 2007 | Dallara | Honda     | 14    | 17    | Vision  |
| 2008 | Dallara | Honda     | 10    | 5     | Vision  |
| 2009 | Dallara | Honda     | 17    | 8     | Vision  |
| 2010 | Dallara | Honda     | 8     | 17    | Panther |